# Anthus spragueii
Anthus spragueii (Прерийна бъбрица) е вид птица от семейство Стърчиопашкови (Motacillidae). Видът е световно застрашен, със статут Уязвим.

## Разпространение
Видът е разпространен в Канада, Мексико и САЩ.